# Paraeuchaeta birostrata
Paraeuchaeta birostrata är en kräftdjursart som beskrevs av Brodsky 1950. Paraeuchaeta birostrata ingår i släktet Paraeuchaeta och familjen Euchaetidae. Inga underarter finns listade i Catalogue of Life.